# Cosmotoma adjuncta
Cosmotoma adjuncta är en skalbaggsart som först beskrevs av Thomson 1860.  Cosmotoma adjuncta ingår i släktet Cosmotoma och familjen långhorningar.
Artens utbredningsområde är Venezuela. Inga underarter finns listade i Catalogue of Life.